# Dúo Rey-Silva
El Dúo Rey-Silva fue un grupo chileno de música folclórica integrado por Alberto Rey (1915-1991) y Sergio Silva (1917-2017).
Ambos cantaban, Rey tocaba el arpa y Silva la guitarra. Participaron en los inicios del cine musical chileno en los años 1940. Rey también era conocido por su trabajo como solista de arpa.
En 1996 recibieron el reconocimiento de la Sociedad Chilena de Autores e Intérpretes Musicales (SCD) como «figuras fundamentales de la música chilena».

## Discografía
- América Canta - RCA Víctor, CML-2011, 1959
- Así Se Canta En Mi Tierra - RCA Victor, CML-2094, 1959
- Cuecas - RCA Víctor, CML-2192, 1963
- Los Grandes De La Cueca, RCA Víctor, 1965
- Cuecas Con Mostaza, RCA Víctor, 1966
- Cuecas con Ají, RCA Víctor, 1966
- ¡Cuecas Pa' Morir Bailando!, RCA Víctor, CML-2401, 1966
- Puras Cuecas, RCA Víctor, CML-2605-X, 1968
- El Estilo Tradicional del Dúo Rey, RCA Victor, CML-2769-X, 1969
- Las Cuecas De Siempre, RCA Victor, CML-2743-X, 1969
- Cuecas Bravas, RCA Víctor, CML-2816-X, 1970
- ¡Esta es Cueca Compañero!, RCA Víctor, CML-2890-X, 1971
- Internacional, RCA Víctor, XXPL1-017, 1974